# 후안 카를로스 1세
후안 카를로스 1세(스페인어: Juan Carlos I, 1938년 1월 5일~)는 스페인의 상왕(재위: 1975년 11월 22일 ~ 2014년 6월 19일)으로, 본명은 후안 카를로스 알폰소 빅토르 마리아 데 보르본 이 보르본-도스 시실리아스(스페인어: Juan Carlos Alfonso Víctor María de Borbón y Borbón-dos Sicilias)이며, 이탈리아 로마 출생이다.
1969년 7월 22일에는 당시 스페인 총통 프란시스코 프랑코의 후계자(국가원수직 계승자)로 낙점되었고 1975년 10월 30일에서 같은 해 11월 20일 프란시스코 프랑코가 서거할 때까지 스페인의 대리청정으로 재임하였으며 같은 해 1975년 11월 20일부터 11월 22일까지 스페인 집정관을 지냈고 같은 해 1975년 11월 22일에서 2014년 6월 19일까지 스페인 군주로 재위하는 동안 1982년 12월 1일에서 1996년 5월 4일까지 당시 스페인 총리였던 펠리페 곤살레스에게 대리청정의 신분을 맡기기도 하였으며 2014년 6월 19일에 아들 펠리페 6세에게 보위를 양위하고 퇴위하였다.

## 생애

### 망명 생활
1931년 스페인에 공화제 정권(스페인 제2공화국)이 들어서면서 조부 알폰소 13세를 비롯한 스페인 왕가 일족이 이탈리아 로마에 망명해 있었던 때에 후안 데 보르본 이 바텐베르그와 마리아 데 라스 메르세데스 데 보르본 이 오를레안스 공주의 장남으로 태어났다. 1948년 당시 스페인 총통이었던 프란시스코 프랑코의 설득으로 아버지와 함께 고국으로 돌아와 1955년 육군에 입대, 1961년, 콤플루텐세 대학교를 졸업하는 등 프랑코 사후, 지도자가 될 수 있도록 후계자 수업을 받았다.

### 프랑코 사후 민주화 정책 실시
1975년 11월 20일, 유럽의 마지막 파시스트라고 불리던 스페인의 군사 독재자 프란시스코 프랑코가 사망하자 그의 유언에 따라 같은 해 11월 22일에 즉위한 후안 카를로스 국왕은 기존 프랑코 군사독재의 기조를 계승하여 독재 체제를 취할 것이라는 예상을 뒤엎고, 민주화 운동을 주도하였다.
후안 카를로스 국왕은 1976년 아돌포 수아레스 수상의 지도하에 양원제를 수립했으며, 1977년 41년 만에 총선거를 실시하여 스페인 사람들이 스스로 상·하원 위원들을 선출하도록 했다. 1978년에는 신(新)헌법을 승인시켜 입헌군주제를 확립시켰으며, 프랑코 독재 정권 당시 구속되었던 양심수를 석방하였다. 물론 프랑코가 금지했던 정당 활동도 허용하였다.
이러한 민주화 정책들은 프랑코의 군사 독재로 얼룩졌던 스페인에 민주주의를 심는 성과를 거두었다. 1981년, 군의 일부 우익 세력이 의회를 점거, 내각 각료와 의원 350여 명을 인질로 하여 프랑코 시대 체제로의 복고(復古)를 요구하였으나 이를 끝까지 거부, 민주주의를 유지시키는 동시에 신속히 반항 세력을 회유하여 투항시켰던 쿠데타 미수 사건으로 스페인 사람들의 절대적 신뢰를 얻게 되었으며 신실하고 모범적인 공무 수행으로 국민들의 존경을 받는 20세기 입헌 군주 중 한 사람이 되었다.

### 국왕에서의 퇴위
2014년 6월 2일, 카를로스 국왕은 2012년 보츠와나 코끼리 사냥 여행과 여러 호화 여행으로 구설수에 올랐으며, 2013년 차녀 크리스티나 부부의 공금 횡령 사건으로 여론이 악화되고, 인민들이 생활고와 청년실업에 고통하는 스페인 경제위기에 호화 생활을 하는 국왕 일가에 대한 스페인 국민들의 분노가 높아지자 마리아노 라호이 스페인 총리에게 전격 퇴위 의사를 밝혔다.
이에 스페인 언론을 비롯한 전 세계 언론은 카를로스 국왕의 퇴위 결정을 보도하였으며 후계자는 아들이자 왕세자인 스페인의 아스투리아스 공 펠리페가 물려받게 될 것이라고 전했다.
 2주 뒤인 2014년 6월 19일 즉위한 지 39년 만에 퇴위하였으며, 펠리페 6세가 즉위했다. 그 뒤인 2020년 8월 3일에 사우디아라비아와 관련된 부패혐의로 인해 타국으로 망명했다.

## 2007년 이베로아메리카 정상회의
2007년 11월 10일, 칠레 산티아고에서 개최된 제17차 이베로아메리카 정상회의에서 베네수엘라의 우고 차베스 대통령이 스페인의 전 총리 아스나르가 2002년 베네수엘라의 쿠데타 기도를 알고 있었다며 아스나르를 파시스트라고 비난하며 차베스는 "파시스트는 인간이 아니다. 파시스트보다는 오히려 뱀이 더 인간에 가깝다."라고 호세 마리아 아스나르 전 스페인 총리에 대해 비난을 퍼부었다. 이에 호세 루이스 로드리게스 사파테로 스페인 총리가 아스나르 전 총리를 옹호하는 발언을 했지만 차베스는 이에 아랑곳 않고 계속 스페인을 비난하는 발언을 계속하자 차베스 대통령에게 “입 닥치지 못하겠느냐?”(스페인어: ¿Por qué no te callas?, "뽀르 께 노 떼 까야?")라고 일갈하였다.
이후 차베스는 카를로스 국왕에 대해 '성난 투우와 같았다. 그러나 나는 투우사도 아니고 이런 일로 양국 관계가 나빠지지는 않을 것'이라면서 카를로스 국왕의 발언은 적절치 못한 것이었다고 조롱에 가까운 말을 던졌다. 차베스는 이에 그치지 않고 다음날 기자회견을 자청, 카를로스 국왕을 겨냥해 '2002년 베네수엘라에서의 민주적이고 합법적인 정부를 겨냥한 쿠데타 기도를 알고 있느냐? 당시 스페인 왕실의 승인 없이 베네수엘라 주재 스페인 대사가 쿠데타 주역과 만나는 것은 불가능한 것으로 보인다'라면서 스페인 왕실이 쿠데타에 대해 어느 정도까지 알고 있었는지 밝혀야 한다고 말했다.
이 발언은 얼마 안 가 스페인 전역에서 이동전화의 벨소리로도 유행하였다. 또한 스페인의 한 의류 제작자는 그의 말을 인쇄한 티셔츠를 제작하였다.

## 가족
아내는 그리스와 덴마크의 공주 소피아로 그리스 국왕 파블로스의 장녀이며 콘스탄티노스 2세의 누나이다. 슬하에 1남 2녀를 두었다.
스페인 해군은 전략 투사함(Buque de Proyección Estratégica)이라는 계획하에 건조할 신형 경항공모함의 이름으로 후안 카를로스 1세를 예정하고 있다.

## 기타
카를로스 국왕은 1972년 뮌헨 올림픽에 요트 선수로 출전한 바 있다.